# Viggo Pedersen (maler)
 Der er flere personer med dette navn, se Viggo Pedersen.
Viggo Christian Frederik Vilhelm Pedersen (født 11. marts 1854 i København, død 19. april 1926 i Roskilde) var en dansk maler, der primært gjorde sig bemærket som landskabsmaler.

## Uddannelse
Viggo Pedersen lærte at tegne af faderen Thomas Vilhelm Pedersen og blev herefter optaget på C.V. Nielsens Tegneskole og gik på Kunstakademiet i København fra september 1871 til foråret 1878.
Har var på udlandsrejser i Tyskland (1873), i Paris (1881) og rejste derfra til Schweiz (hvor Joakim Skovgaard stødte til ham) og Italien, som han besøgte flere gange siden tillige med rejser til Holland og Tyskland.
Samtidig med at han var elev af Kunstakademiet, malede han under P.C. Skovgaard, senere under Janus la Cour, og af disse kunstnere viste de landskabsbilleder, han fra 1875 udstillede, stærk påvirkning. Flere af hans første arbejder blev købt af Kunstforeningen, og i 1877 fik han Den Sødringske Opmuntringspræmie for Uden for et Bryggers. 

## Rejser
I foråret 1881 rejste han til Paris og modtog der meget stærke indtryk af den moderne franske landskabskunst; de viste sig tydeligst i det bredt og livfuldt malede og i høj grad virkningsfulde Opkørt Vej under gamle Træer, der 1882 erhvervedes af Nationalgalleriet ligesom senere Solskin i Dagligstuen (1888) og det store, stemningsrige Ved Nattens Frembrud (1890), der på udstillingen var blevet hædret med årsmedaljen. 
|  |  | Flere gange var han i Paris og Italien med understøttelse fra Akademiet. Af ikke ringe betydning for ham blev hans ophold i Sora i Campania, hvor han opholdt sig sammen med Joakim Skovgaard. I de senere år har Pedersen udført ikke få større og mindre friluftsbilleder, hvor figurer spiller en fremtrædende rolle, således det store Isak ser Rebekka komme og Duet, samt interiører med figurer, som Mariæ bebudelse. I det hele har han malet ikke få bibelske billeder, som udmærker sig ved inderlig og alvorlig følelse, en særlig storhed i kompositionen og rig koloristisk virkning. |

Han var medlem af Akademiets plenarforsamling (1904) og af Akademirådet 1908-11.

## Familie
Viggo Pedersen var søn af tegneren, premierløjtnant Thomas Vilhelm Pedersen og Adolphine Marie Pedersen og ældre broder til Thorolf Pedersen. Han blev den 21. marts 1884 gift med Elisabeth Bella Marie Borup (1860-1905), datter af sognepræst Julius Theodor Borup og Marie Rosa Caroline Trier. Efter Elisabeths død giftede han sig igen med Johanne Louise Aagaard (1881-1970), datter af vekselmægler Thor Christian Aagaard og Marie Magdalene Zeuthen.
Pedersens tre sønner var også kunstnere, Christen Jul Viggo Pedersen var instruktør, Stefan Viggo Pedersen var maler og illustrator, og Johannes Viggo Pedersen var koncertpianist og organist, bl.a. i Grundtvigskirken i København. Datteren Ruth Sora Viggo Pedersen nåede kun at blive 16 år gammel.

## Billeder
| - Andre værker af Viggo Pedersen - Efterårslandskab med en vindmølle, 1877 - Parti fra en gård med en forfalden længe, 1881 - Efterårslandskab med stendysse, 1882 - Lirifloden med vaskekoner, 1884 - Sommerbyger, 1887 - Sankt Hans aften, Skamstrup, 1889 |

| - Landskab med bondegård og får i skumringen, 1892 - Interiør fra kunstnerens hjem. Et ungt par hygger sig i skumringen, 1903 - Solnedgang over havet. Haga. Kullen, 1916 - Parti med egetræer, 1924 |